# Chambeyronia macrocarpa
Espèce
Classification phylogénétique
Chambeyronia macrocarpa est une espèce de palmiers, des plantes de la famille des Arecaceae, endémique de Nouvelle-Calédonie, où elle est l'un des symboles de la biodiversité de l'archipel.

## Distribution et habitat
Cette espèce est présente sur l'ensemble de la Grande Terre, dans les forêts denses humides. C'est l'espèce de palmier endémique la plus répandue sur le territoire.

## Description

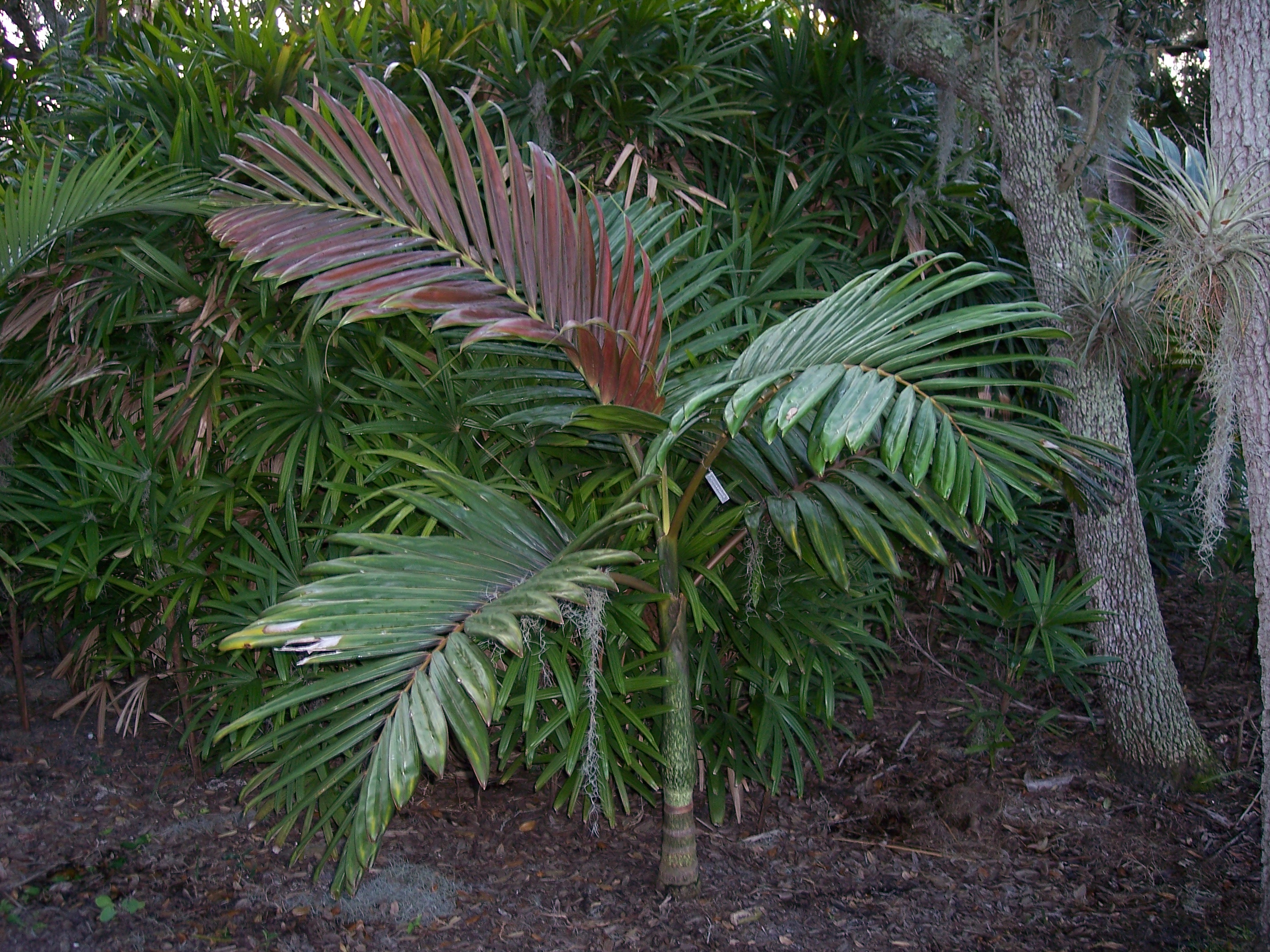
Vue d'ensemble d'un jeune palmier Chambeyronia macrocarpa

Le palmier Chambeyronia macrocarpa a un aspect très singulier et facilement identifiable du fait de la couleur rouge vif de ses feuilles juvéniles. Son tronc de 15 à 25 cm de diamètre peut grandir jusqu'à 20 m et émerger de la canopée. Les fruits mesurent environ 4 cm et rougissent à maturité.

## Classification
- Sous-famille des Arecoideae
  - Tribu des Areceae
    - Sous-tribu des Archontophoenicinae

Le genre Chambeyronia partage sa sous-tribu avec six autres genres : Archontophoenix, Rhopalostylis, Hedyscepe, Kentiopsis, Mackeea, Actinokentia.